# Professeur certifié
Pour les articles homonymes, voir Professeur.
En France, les professeurs certifiés forment un corps de la fonction publique régi par le statut général des fonctionnaires de l'État et par le décret no 72-581 du 4 juillet 1972 qui fixe leur statut particulier.

## Statut
Ce corps appartient à la catégorie A de la fonction publique de l'État (au niveau dit « A type », comme les attachés d'administration ou les ingénieurs d'études ou des travaux).

### Missions
Les professeurs certifiés participent aux actions d'éducation et de formation, principalement en assurant un service d'enseignement dans les établissements du second degré et dans les établissements de formation. Dans ce cadre, ils assurent le suivi individuel et l'évaluation des élèves et contribuent à les conseiller dans le choix de leur projet d'orientation.
Ils peuvent exercer les fonctions de chef de travaux (nouvelle appellation : directeur délégué aux formations professionnelles et technologiques). Ces fonctions consistent à assurer, sous l'autorité directe du chef d'établissement, l'organisation et la coordination des enseignements technologiques et professionnels ainsi que la gestion des moyens mis en œuvre pour ces enseignements. Le chef de travaux conseille le chef d'établissement pour le choix, l'installation et l'utilisation des équipements pédagogiques. Il participe aux relations extérieures de l'établissement, notamment avec les entreprises.
Ils peuvent également assurer certains enseignements dans des établissements d'enseignement supérieur, soit comme chargés de cours soit par détachement complet (PRCE) notamment dans les IUT.

### Répartition
Il y a plus de 240 000 professeurs certifiés en France. 62 % exercent dans des classes de collège et 36 % dans les classes de lycée (y compris les sections de techniciens supérieurs, conduisant au BTS). Ils représentent 65 % des enseignants des lycées généraux et technologiques (au côté, essentiellement, des professeurs agrégés). Dans les lycées professionnels, 95 % du corps enseignants est constitué par les professeurs de lycée professionnel, reçus à un concours distinct le CAPLP (Certificat d'Aptitude au Professorat de Lycée Professionnel).

## Recrutement
Les professeurs certifiés sont recrutés :
- Parmi les candidats qui ont satisfait aux épreuves de concours nationaux de recrutement (externe ou interne) puis ont été admis (à l'issue d'une année de stage) à l'examen de qualification professionnelle (niveau Master, aujourd'hui équivalent à l'ancienne Maîtrise) qui délivre le certificat d'aptitude au professorat de l'enseignement du second degré (CAPES), le certificat d'aptitude au professorat de l'enseignement technique (CAPET), le Certificat d'aptitude au professorat de lycée professionnel (CAPLP) et le Certificat d'aptitude au professorat d'éducation physique et sportive (CAPEPS).

À partir de la session 2011, la validation du Master et l'admission aux épreuves du CAPES, du CAPET, du CAPLP ou du CAPEPS devront avoir lieu conjointement, avant l'année de stage.
- Par voie d'inscription sur liste d'aptitude, sous condition d'âge, d'ancienneté et de diplôme
- Par voie de détachement : les professeurs du premier degré ou les professeurs souhaitant changer de discipline peuvent intégrer le corps des certifiés s'ils justifient d'un niveau de diplôme équivalent à celui exigé lors de l'inscription aux concours (master) ainsi que d'excellents résultats universitaires dans la ou les disciplines concernée(s), depuis la première année d'études supérieures jusqu'au master.

Le dossier de détachement est constitué de l'ensemble des diplômes, des relevés de notes universitaires, d'une lettre de motivation ainsi que d'un CV du candidat. La demande est examinée par différentes instances, selon une logique pyramidale.
Pour les professeurs des écoles souhaitant intégrer le corps des certifiés, le dossier doit être validé par l'inspection de circonscription puis par la direction des services départementaux de l’Éducation nationale. Le candidat est ensuite reçu, au rectorat, par un ou plusieurs IA-IPR de la discipline d'accueil. Ceux-ci apprécient, dans le cadre d'un oral, le niveau scientifique et pédagogique du candidat (connaissances disciplinaires, maitrise des notions et des concepts propres à la discipline, connaissance des programmes). À l'issue de cet oral, les IA-IPR émettent ou non un avis favorable. Celui-ci conditionne l'accès à la dernière étape du processus, qui consiste en un nouvel examen du dossier par une commission administrative paritaire nationale. Si le dossier est validé, le détachement est prononcé. 
Le candidat exerce alors en qualité de professeur-stagiaire durant un an. S'il donne satisfaction, il devient officiellement, à l'issue de sa période de stage, professeur certifié et est radié de son corps d'origine.
Le détachement constitue une voie d'accès au corps des professeurs certifiés peu connue. Cela s'explique par son caractère sélectif. Chaque année, très peu de candidats voient leur démarche aboutir (en 2018, par exemple, 151 candidats sont devenus professeurs certifiés d'allemand via l'obtention du CAPES externe, 29 via celle du CAPES interne et 8 par détachement).
Ces dernières années, on observe une crise du recrutement des professeurs, aussi bien chez les professeurs du premier que du second degré. Chaque année, de nombreux postes ne sont pas pourvus, faute de candidats aux concours.

## Rémunération
Le salaire d'un professeur certifié en France est de l'ordre de 1 862 euros net par mois pendant l'année de stage, qui précède la titularisation, soit l'un des plus bas d'Europe alors que le niveau d'étude demandé est lui de plus en plus important (Master 2 soit Bac+5), puis environ 2 121 € euros la première année suivant la titularisation. La rapidité d'évolution de la rémunération est dépendante de l'évaluation par les IA-IPR et les chefs d'établissements lors des « rendez-vous de carrière ».